# Beckmannia eruciformis
Beckmannia eruciformis là một loài thực vật có hoa trong họ Hòa thảo. Loài này được (L.) Host mô tả khoa học đầu tiên năm 1805.